# یولیوس استرنیسکو
یولیوس استرنیسکو (چکی: Július Strnisko؛ ۶ اوت ۱۹۵۸ – ۲۰ سپتامبر ۲۰۰۸) کشتی‌گیر اهل چکسلواکی بود.
وی در مسابقات کشوری و بین‌المللی در مجموع برندهٔ ۳ مدال برنز شده‌است.